# Coccocypselum pulchellum
Coccocypselum pulchellum är en måreväxtart som beskrevs av Adelbert von Chamisso. Coccocypselum pulchellum ingår i släktet Coccocypselum och familjen måreväxter. Inga underarter finns listade i Catalogue of Life.